# ديشار شمالي
ديشار شمالي (الاسم العلمي: Pteris borealis) هو نوع نباتي يتبع جنس الديشار من فصيلة الديشارية.